# Чупраков, Валерий Михайлович
Валерий Михайлович Чупраков (р. 16 июня 1953, Нововятск, Кировская область) — управленец, президент футбольного клуба «Амкар».

## Биография
В 1970 году, после окончания школы, поступил в Пермский политехнический институт на химико-технологический факультет. В 1975 году, получив диплом инженера-химика-технолога, был распределён в Туркменистан, в объединение «Карабогазсульфат». Работал сначала начальником смены, потом — начальником цеха бишофита. В 1980 году вернулся в Пермь, на строящийся завод «Пермнефтеоргсинтез», ставший впоследствии многопрофильным промышленным комплексом ОАО «Минеральные удобрения». Работал сначала старшим оператором, впоследствии — начальником цеха по производству карбамида. С 1987 года — директор завода минеральных удобрений.
В 1991 году заканчивает Всесоюзный московский финансовый экономический институт по специальности «экономист». С 1992 года — генеральный директор ОАО «Минеральные удобрения».
В 1993 году по инициативе Чупракова на заводе была создана любительская футбольная команда «Амкар». В 1994 году стал президентом ФК «Амкар».
В 2000 году был избран депутатом Законодательного Собрания Пермской области. С 1 июня 2004 года по 30 декабря 2005 года находился в должности заместителя Главы города Перми, и начальника департамента планирования и развития территорий города Перми. С декабря 2006 года депутат Законодательного собрания Пермского края.
21 декабря 2010 года добровольно оставил пост президента «Амкара» в связи с финансовыми проблемами. В январе 2012 года Чупраков потребовал взыскать с «Амкара» 35 миллионов рублей. В 2008 году Чупраков дал в долг клубу из личных средств 25 миллионов рублей под 16 % годовых для укрепления состава перед выступлением в Лиге Европы. «Амкар» долг вовремя не отдал и по состоянию на январь 2012 года оказался должен бывшему президенту 35 миллионов рублей с учётом процентов. Для взыскания долга Чупраков подал иск в суд. Банковские счета «Амкара» были арестованы.
С декабря 2012 года и. о. директора государственного казенного учреждения «Центр по развитию футбола в Краснодарском крае».
В апреле 2021 года занял пост президента возрождённого футбольного клуба «Амкар» Пермь. Покинул пост президента «Амкара» 17 января 2025 г.

## Награды
- В 1997 году был награждён медалью ордена «За заслуги перед Отечеством» II степени.
- В 1998 г. — почётным знаком «За заслуги в развитии физической культуры и спорта».
- В 1999 году — золотым знаком «За заслуги перед городом».
- В 2000 году им была получена международная награда «За проявление воли лидера и упрочение позиций своего предприятия».
- В 2001 году, Святейшим Патриархом Московским и Всея Руси Алексием II, был награждён, орденом Святого Сергия Радонежского III степени.
- В 2002 году признан желанной персоной Перми — «Персона Грата-2002» — своеобразный пермский промышленный «Оскар».
- В мае 2003 года награждён почётным знаком «Лидер российской экономики» за активную деятельность по укреплению экономического могущества страны, отличную деловую репутацию и высокий профессионализм.
- 25 мая 2004 года Пермской городской Думой присвоено звание «Почетный гражданин города Перми» за значительный личный вклад в социальную сферу города, развитие футбола и детского спорта, благотворительную деятельность.